# Saurasen bei Schweinsberg
Der Saurasen bei Schweinsberg ist ein Erlen-Eschen-Auwald und artenreicher Feuchtbrachen am nordöstlichen Rand des Stadtgebietes von Schweinsberg an der Ohm im mittelhessischen Landkreis Marburg-Biedenkopf.

## Das Naturschutzgebiet
Das Naturschutzgebiet Saurasen bei Schweinsberg wurde 1985 zum Naturschutzgebiet in Hessen erklärt. Heute wird es von der örtlichen Naturschutzgruppe betreut und liegt im Zuständigkeitsbereich des Regierungspräsidiums Gießen.

### Bedeutung
Der „Saurasen bei Schweinsberg“ liegt in der Ohm-Niederung und umfasst einen gut erhaltenen Erlen-Eschen-Auwald und artenreiche Feuchtbrachen, deren Wasserhaushalt von einer Quelle und vom Wasser mehrerer Gräben aufrechterhalten wird. Hier gedeihen gut angepasste Pflanzen wie Sumpfdotterblumen und das seltene Sumpf-Veilchen sowie Schilf-Röhrichte und Seggenriede mit seltenen Arten wie Rispen- und Schnabel-Segge.

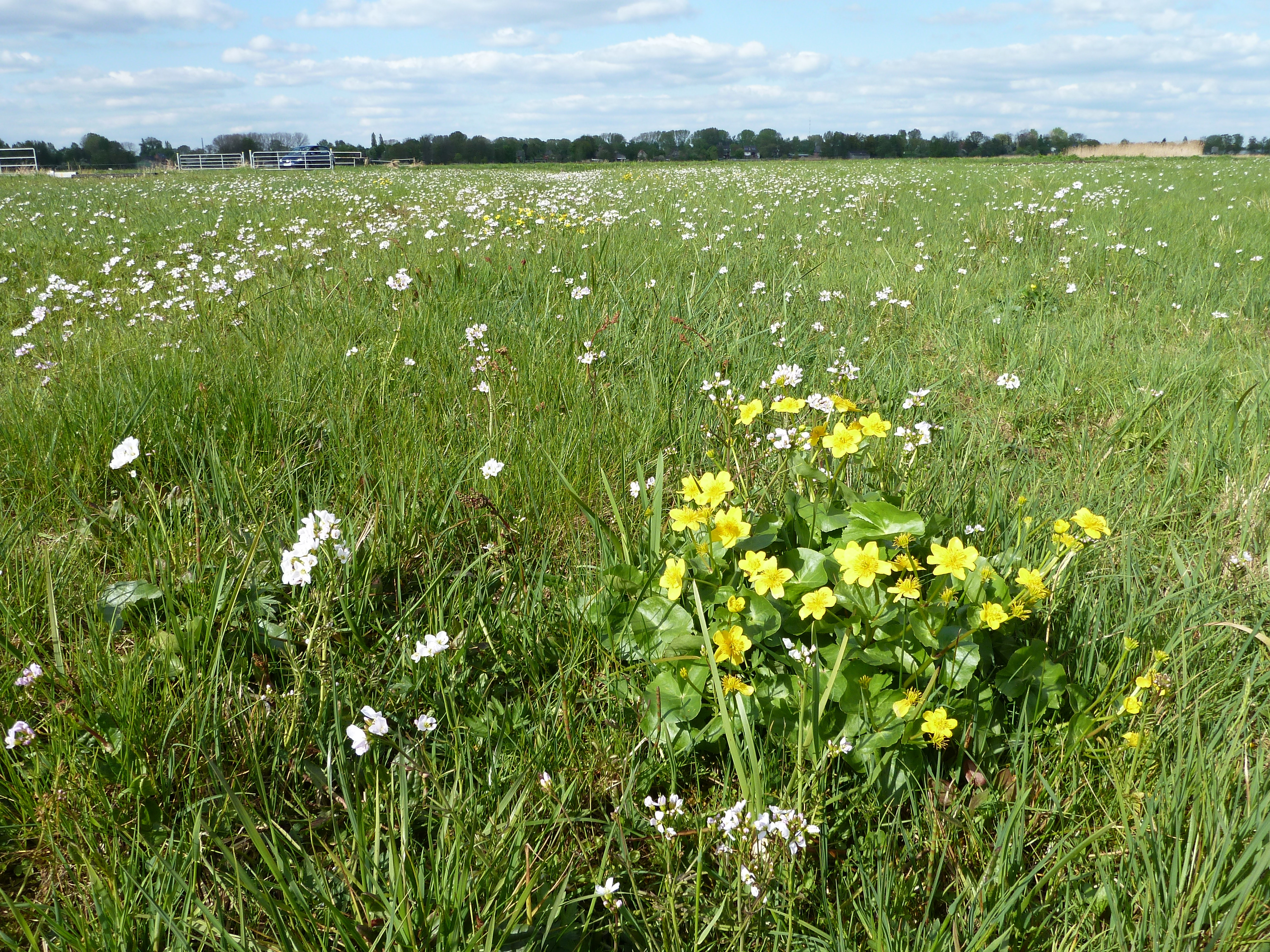
Sumpfdotterblume, blühend

Die vom Menschen nur wenig beeinflussten Schilf- und Röhrichtzonen des Gebiets sind wichtig für die Erhaltung bestimmter Arten, die auf diese Flächen angewiesen sind. Gebüsche, Hecken und Säume, die Grabenvegetation und Graslandbrachen werten das Naturschutzgebiet als abwechslungsreichen Lebensraum für eine vielfältige Flora und Fauna auf.
Von besonderer Bedeutung ist der Saurasen für die Vogelwelt als Brut-, Rast- und Nahrungsgebiet. Im Auwald brüten gefährdete Vögel wie Kleinspecht und Mittelspecht, in den strukturreichen Feuchtbrachen und Röhrichten die Bekassine und der Teichrohrsänger. Von überregionaler Bedeutung ist der Saurasen als Lebensraum des bedrohten Laubfrosches.
Unter den Insekten sind die Großschmetterlinge mit vielen Arten, die Libellen und die Heuschrecken besonders auffällig.
Der Saurasen ist ebenfalls durch das europäische Schutzgebietssystem Natura 2000 geschützt, das sich aus FFH-Richtlinie und Vogelschutzrichtlinie zusammensetzt.

## Geographie
Der Saurasen bei Schweinsberg befindet sich im gleichnamigen Naturschutzgebiet in der Ohmniederung des Amöneburger Beckens. Das Naturschutzgebiet wird von landwirtschaftlichen Wirtschaftswegen umschlossen, welche meist aus Erdwegen mit mittlerem Grünstreifen bestehen. Teilstücke des Weges wurden geschottert, um eine Befahrbarkeit während regelmäßig vorkommender Überflutungen zu gewährleisten. Der Saurasen bei Schweinsberg liegt auf 204 bis 208 Metern über NN und weist an seinem westlichen Rand einen kleinen Wall auf.
Aufgrund des sehr feuchten Untergrundes hat der Saurasen bei Schweinsberg einen Bruchwald ausgebildet. Da er durch keine Wege durchschnitten ist, wird das Naturschutzgebiet von vielen Tieren als Tageseinstand genutzt.

## Entstehung
Der Saurasen liegt im Amöneburger Becken in der Ohm-Niederung, welches Geologisch ein altes Senkungsgebiet ist. Im Tertiär zerbrach es in viele Einzelschollen, von denen ein Schollenstück, die heutige Schweinsberger Depression, besonders tief absank und diese Tendenz heute noch beibehält.
Das Gebiet selber, wurde wahrscheinlich ab dem Mittelalter aufgrund seiner ortsnahen Lage von den Schweinsbergern und der Schencken zu Schweinsberg als Hutung genutzt. Daher leitet sich der Name des Gebietes ab. Es sind auf dem von menschlichem Einfluss errichteten Wall am Westrand des Gebietes noch mehrere Hute-Bäume vorhanden. Diese Hute-Eichen stellen neben dem Bruchwald und der Feuchtbrache die höchste Wertigkeit für das Gebiet dar.
Der weiteren Ausdehnung des Bruchwaldes und der Nasswiesen wird durch Gräben Einhalt geboten. Der Abfluss des Wassers erfolgt über künstliche angelegte Gräben, welche in die Ohm münden.

### Wasserhaushalt
Im mittleren Teil vom Saurasen befindet sich ein Bruchwald aus Erlen, Pappeln, Eschen und Weiden. In diesem Bereich wird das Moor von einer bis zwei Quellen gespeist.
Der Wasserstand im Saurasen schwankt entsprechend der jahreszeitlich wechselnden Wasserführung seines wichtigsten Abflusses über die Gräben beträchtlich. Der noch vorhandene Wall, teilweise nicht mehr in Stand gesetzt, verhindert, dass zu viel Wasser aus dem Saurasen entweicht. Der Niedrigstwasserstand wird in der Regel im Hochsommer in den Monaten Juli und August erreicht.

## Vielfalt der Lebensräume
Durch eine hohe Kleinteiligkeit und der Vernetzung mit anderen Lebensräumen, wie der Ohmaue und den in der Nähe vorhandenen Waldgebieten und einer Sandgrube, bestehen viele vernetzte Lebensräume.
Die regelmäßigen Überflutungen der Ohmaue und dem Rückstau des Wassers bei Hochwasser ermöglichten den Schweinsbergern von jeher nur eine extensive Landwirtschaft. Dadurch entstand ein vielfältiges Mosaik aus Naturlandschaft und Kulturlandschaft meist jedoch nur Wiesen. Natürliche, ursprüngliche Lebensräume sind z. B. die Röhrichte, die Reste der Hutungen hingegen entstanden durch landwirtschaftliche Nutzung.

### Brache

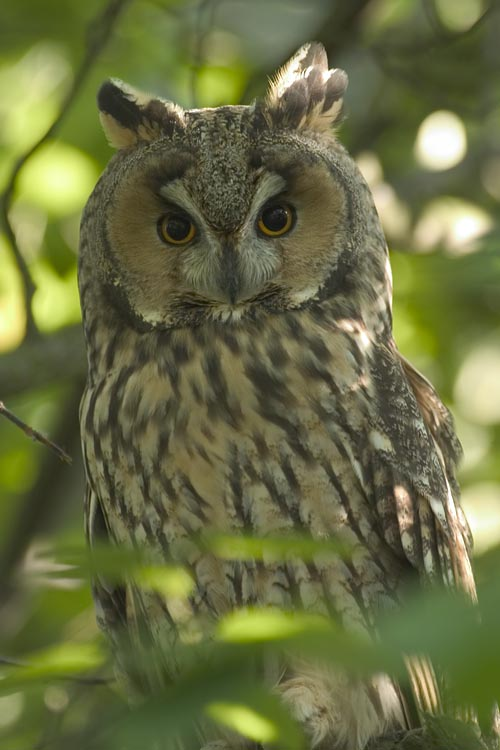
Waldohreule

Die vorhandenen ruhigen Zonen der Brache und der Bruchwaldes werden von vielen Vogelarten als Nahrungs-, Aufzucht-, Mauser- und Ruheplatz genutzt, u. a. von Wiesenpieper, Pirol und Rabenkrähe, Schnatterente, Krickente, Stockente, Knäkente, Sperber, Habicht und Graureiher, Dohle und Silberreiher und dem Neophyten Waschbär.

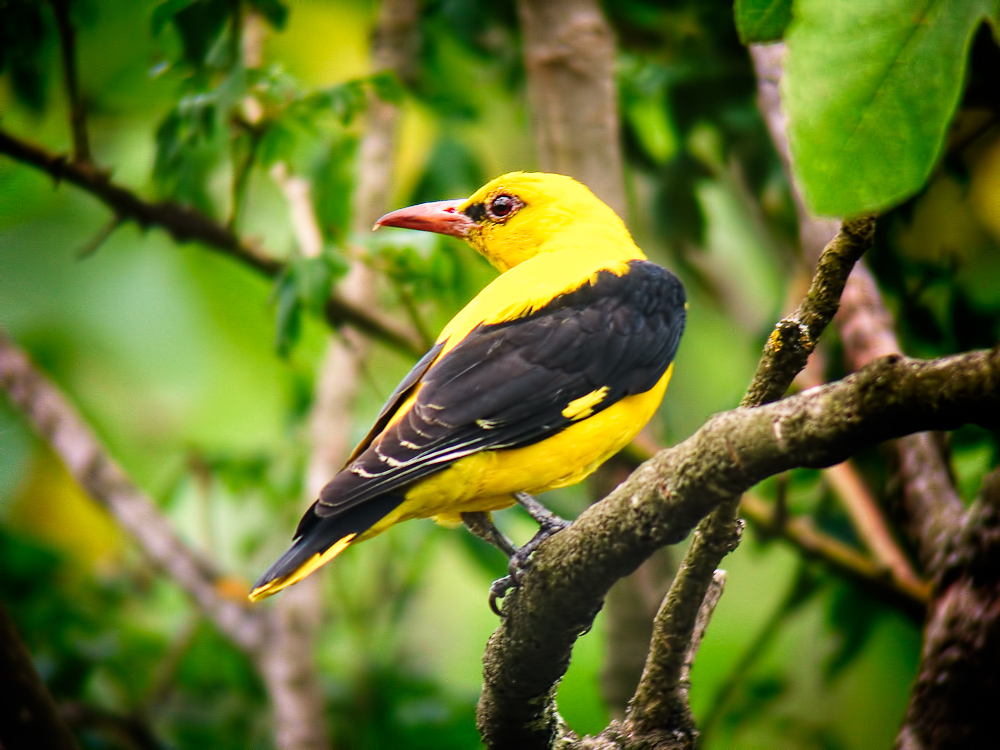
Oriolus oriolus

Hier findet die seltene Waldohreule genügend Ruheplätze und der Kuckuck ruft hier besonders häufig. Für das Schalenwild, wie Rehwild und Schwarzwild bittet es neben guten Tageseinständen und sauberem Wasser, die Möglichkeit zu suhlen.

### Röhrichte
Der Uferbereich und große Teile des Areals des Naturschutzgebiets werden zum größten Teil von feuchtem Untergrund mit Röhricht und Bruchwald eingenommen, das Röhricht besteht überwiegend aus Schilfrohr und kleineren Horsten von Rohrglanzgras. Das Schilf erreicht mittlere Wassertiefen von etwa 1–2 m, landwärts wird es von den Seggen abgelöst.
Der Lebensraum Schilfröhricht wirkt eher einförmig, zeichnet sich aber durch hohe Produktivität aus. Schilfrohr kann bis zu 5 m hoch werden, junge Triebe wachsen täglich 2–4 cm. Schilfröhricht schützt das Ufer gegen viele Einflüsse von außerhalb und ist Lebensraum für zahlreiche Tiere. Teichrohrsänger und Drosselrohrsänger sowie der seltene Rohrschwirl brüten hier. Viele weitere Vogelarten nutzen das Röhricht als Nahrungs- und Rastplatz, auf dem Überflug finden sich oft große Gesellschaften von Uferschwalben, Staren und Stelzen ein. Viele Insekten und andere Kleintiere haben sich auf das Schilfrohr spezialisiert, Amphibien nutzen das Röhricht als Laichplatz, besonders der gefährdete Laubfrosch hat im Gebiet ein gutes Vorkommen.

### Gehölze
Im kleinen Auenwaldbereich sind einige schöne Einzelbäume der Traubeneiche, Pappel, Schwarzerle und jüngere Stiel-Eichen vorhanden. Die meisten Gehölze im Naturschutzgebiet sind Gebüsche, die sich auf den eher trockenen Bereichen angesalbt haben. Zu den häufigen Arten gehören Schwarzdorn, Faulbaum, Gewöhnlicher Schneeball und verschiedene Ahornarten. Typische Vogelarten der Gebüsche sind Nachtigall, Gartengrasmücke und Mönchsgrasmücke, Zilpzalp, Fitis und Kohlmeise.

### Betreuungsarbeit der Naturschutzbehörden
Das Regierungspräsidium Gießen und die Untere Naturschutzbehörde Marburg sind als zuständige Naturschutzbehörden verantwortlich für Inhalte und Ziele der Schutzgebietsverordnung sowie für deren Erhaltung.
Zur Förderung und zum Erhalt des feuchten Offenlandes wird dieses, angepasst an die jeweiligen Standortbedingungen und Pflanzengesellschaften, ein- bis zweimal jährlich gemäht oder schonend beweidet (In den letzten Jahren keine Beweidung im Gebiet, nur im Randbereich). Der Auwald wird seiner natürlichen Entwicklung überlassen. Zur Verbesserung des Wasserhaushaltes im Auwald und den Feuchtwiesen werden an einigen Stellen im Naturschutzgebiet Drainagen und Entwässerungsgräben geschlossen.

## Naturschutz

### Flora

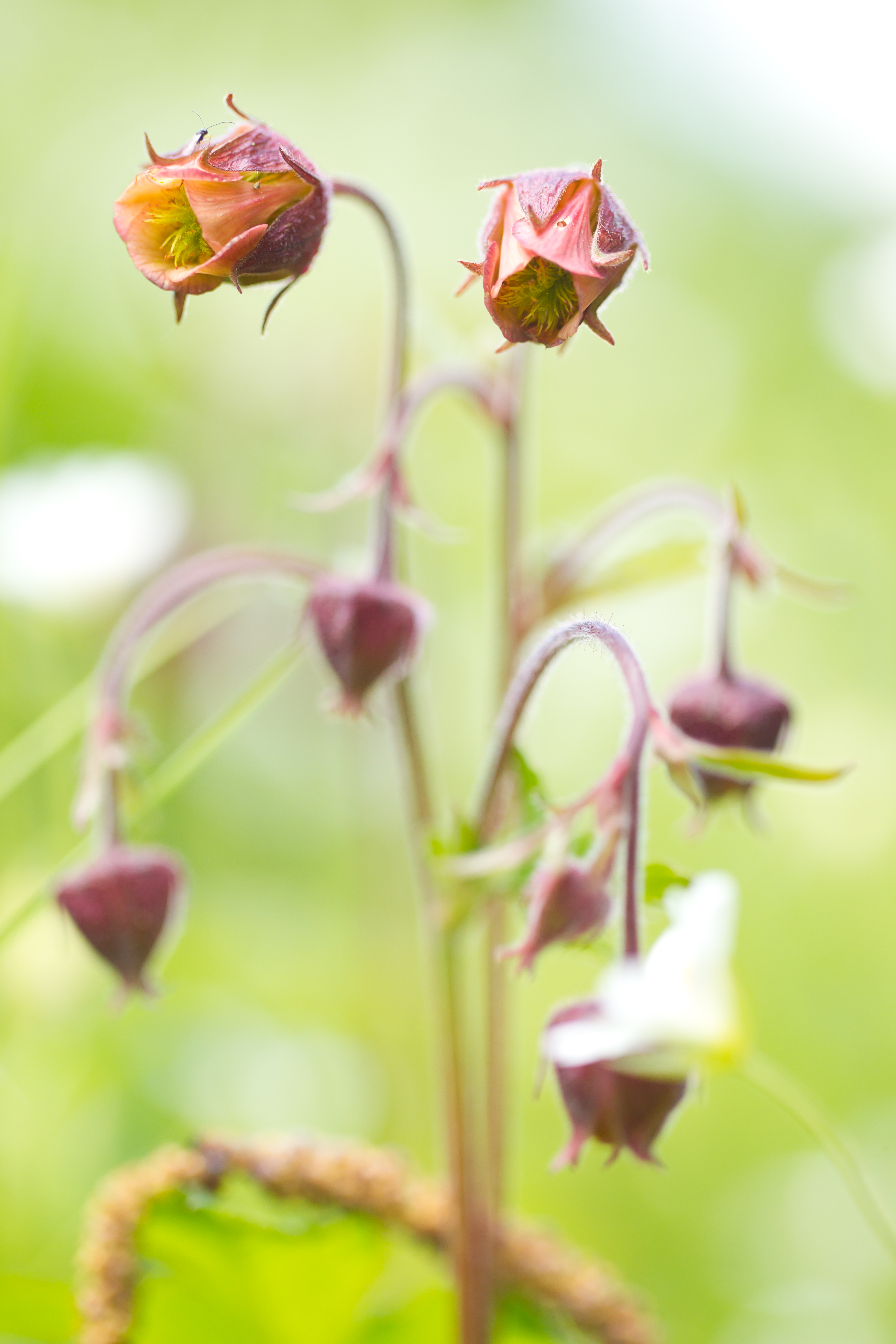
Bachnelkenwurz, blühend

Der Saurasen ist in Abhängigkeit von der Oberflächengestalt in verschiedene Vegetationszonen gegliedert, die jeweils über besondere Nährstoff- und Wasserverhältnisse verfügen und eigene typische Pflanzengesellschaften besitzen.

#### Seltene Pflanzenarten
Bach-Nelkenwurz, Sumpf-Veilchen, Schnabel-Segge und Rispen-Segge.

### Fauna
Neben den typischen Tieren gibt es hier die vom Aussterben bedrohten Bekassine und Wiesenpieper. Im Bereich der Wasserfläche und an den Gräben leben Stockenten und Gemeine Binsenjungfern und viele weitere Libellenarten. Im hinteren Randbereich haben Graureiher und in Baumhöhlen verschiedene Fledermäuse ihren Schlafplatz.
Im Naturschutzgebiet gibt es recht viele Säugetierarten. Darunter befinden sich Baummarder, Iltisse und Sumpfspitzmäuse. Die Sumpfspitzmaus lebt sehr versteckt. Iltis und Baummarder kann man im Sommer am Spätnachmittag antreffen. Weitere Vertreter der Raubtiere wie Hermelin, (Großes Wiesel), Mauswiesel (Kleines Wiesel) und insbesondere der Fuchs sind im Sommer auf den angrenzenden Wiesen und den frisch gemähten Wiesen der Ohmaue tagsüber zu beobachten. Mit etwas Glück sind dort mittlerweile wieder Weißstorchgesellschaften auf der Jagd nach Wühlmäusen und Fröschen. In der Nacht werden Steinmarder, Dachs und Waschbär aktiv. Der Waschbär ist stark vertreten, da er kaum Feinde hat und sich gut vermehrt.
Von den heimischen Huftieren ist das Rehwild ganzjährig im Gebiet anzutreffen, es hat genügend Deckung und Nahrung. Der Schwarzwild-Bestand nimmt seit einigen Jahren zu und kann den Gelegen der Bodenbrüter gefährlich werden. Heimisch sind der mittlerweile fast ausgestorbene Feldhase, Eichhörnchen, Wald- und Rötelmaus, an Wühlmäusen die Erd-, Feld- und Schermaus, bzw. der Bisam. Zu den Insektenfressern zählen der Maulwurf und der Igel.

Eichhörnchen, nahrungssuchend

Im Naturschutzgebiet kommen mit dem Großen Mausohr, dem Braunen Langohr, Großer Abendsegler und selten die Wasser-, vier Fledermausarten vor.
Im Schilfröhricht brüten regelmäßig Stock-, und Krickente. Besonders beachtenswert sind Bruten des Rotmilans. Gelegentlich sind auf dem Vogelzug Kraniche zu beobachten, des Weiteren mit etwas Glück Goldregenpfeifer und die Rohrammer.

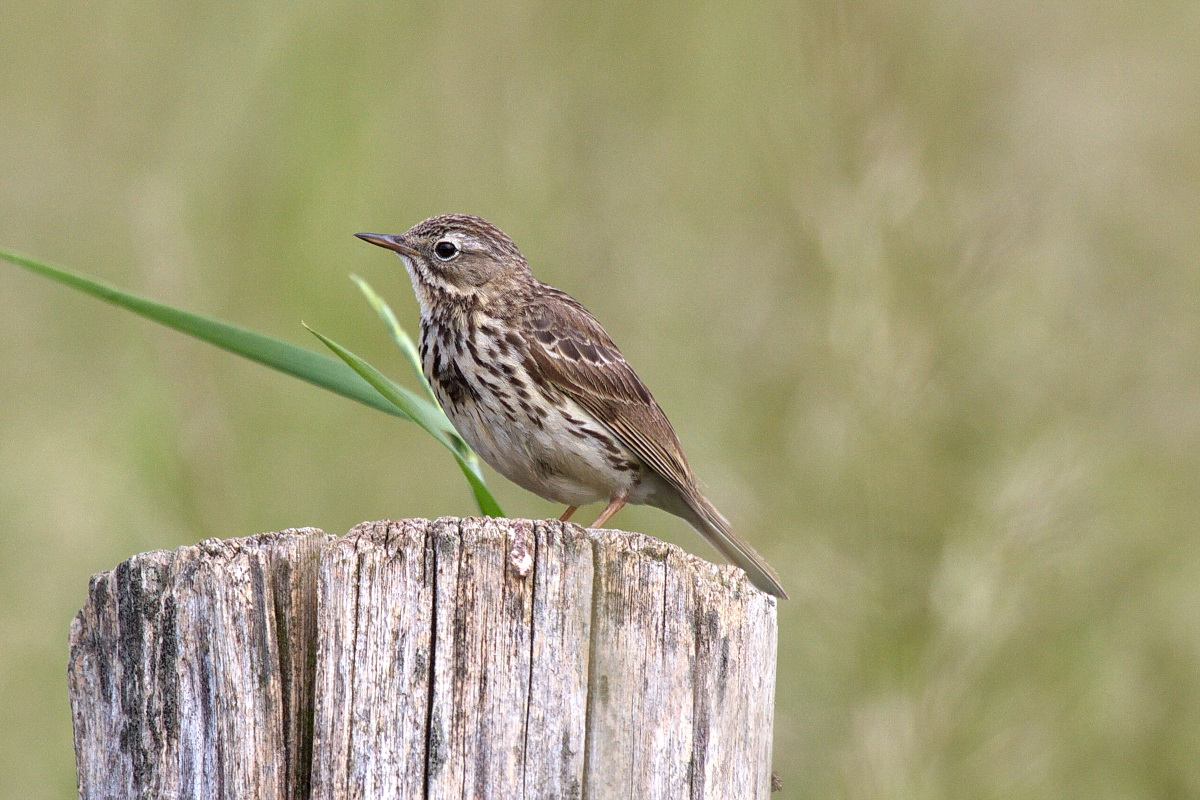
Wiesenpieper Zaunpfahl

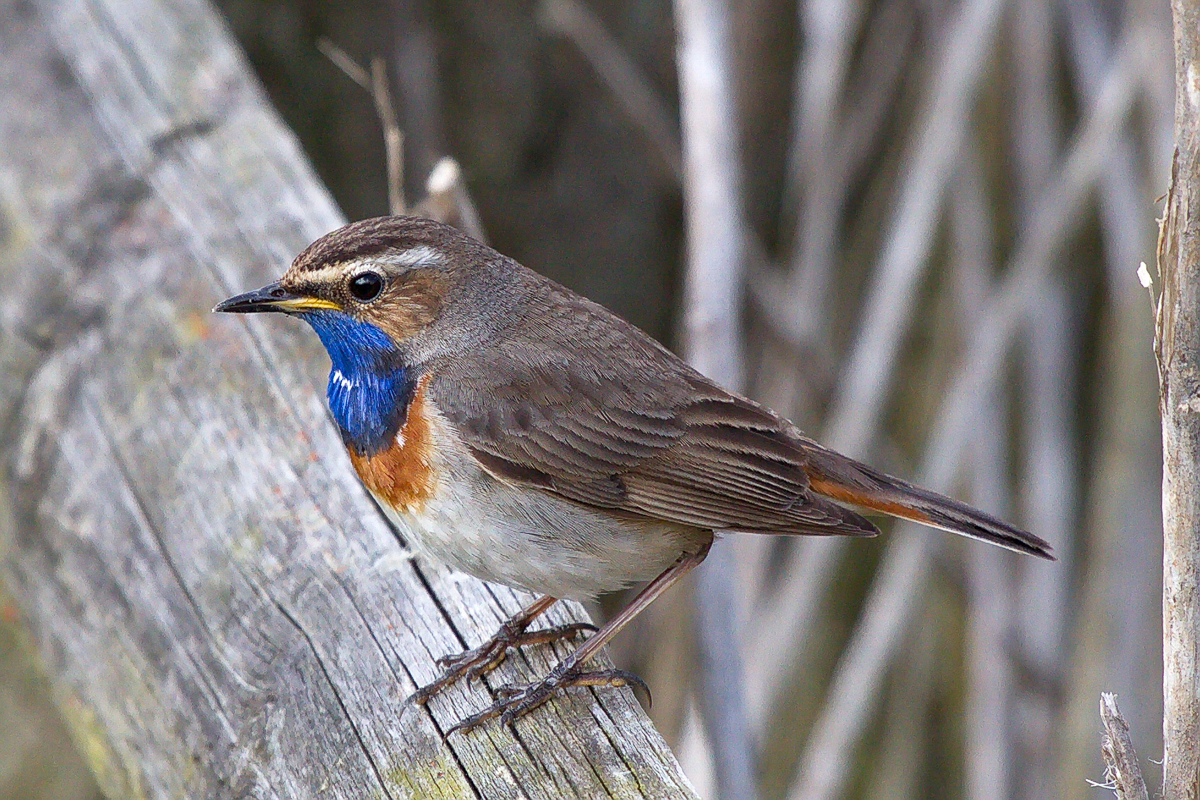
Blaukehlchen

Für Besucher am auffälligsten sind die größeren Greifvögel, wenn diese in den offenen Bereichen kreisen und jagen. Am häufigsten sind Rotmilan, Turmfalke und Mäusebussard. Zudem gibt es selten den Wespenbussard und als Rarität den Wintergast Raufußbussard. Rohr-, und Wiesenweihen, die alljährlich durchziehen oder dort rasten, sind ebenso auszumachen wie der Schwarzmilan. Sehr selten ist der Schwarzstorch auf den Wiesen zu beobachten. Der Sperber ist nur selten bei der Jagd zu beobachten, was auch für den größeren Habicht gilt.
Bei den heimischen Eulen sind Waldkauz und Waldohreule regelmäßig zu hören und gelegentlich in der Dämmerung zu sehen. Die Sumpfohreule zieht sporadisch durch das Gebiet und kann nur zufällig beobachtet werden. Im Gebiet jagende Uhus und Raufußkauze machen sich durch ihren charakteristischen Ruf bemerkbar. Im Gebiet und in der Umgebung brütet regelmäßig die Ringeltaube, die kleinere Turteltaube nur selten. Durch Kleinspecht, Mittelspecht, Grünspecht, Bunt- und sehr selten im Bruchwald mit dem Schwarzspecht sind die Spechte vertreten. Diese haben infolge des Totholz im Baumbestand und dem Wald in der näheren Umgebung keine Nahrungsprobleme. Ein typischer Vogel im Gebiet ist der Kuckuck, der sowohl im Saurasen, als auch in der angrenzenden Ohmniederung häufiger vertreten ist.

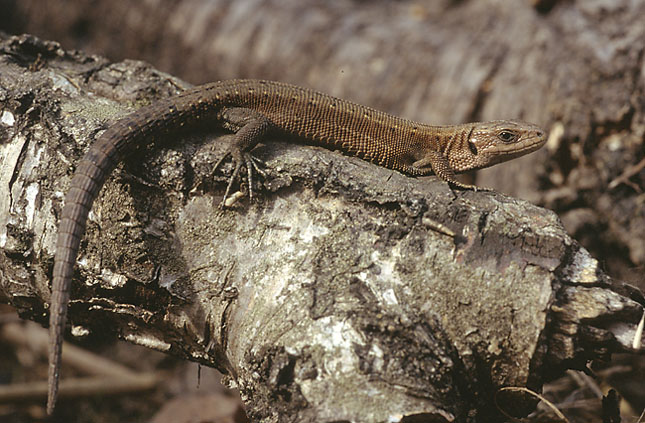
Waldeidechse, Männchen

Für die eher unscheinbare Bekassine werden Wiesen zu unterschiedlichen Zeiten gemäht, damit sie dort auf Futtersuche gehen kann. Die Bekassine bewohnt offene Feuchtwiesen, Quellsümpfe und Niedermoorbereiche und ist aufgrund des Verlustes dieser Lebensräume, besonders schützenswert. Für die Bekassine wird vermutet, dass sie hier brütet. Sie fällt, wie die Waldschnepfe, durch ihre Flugbalz auf, ansonsten ist sie sehr gut getarnt. Der auffällige Kiebitz ist leider so gut wie verschwunden und kann nur auf dem Zug im Herbst und Frühjahr als Gast beobachtet werden. Der Wachtelkönig ist im Gebiet vorhanden, jedoch sehr selten und wird meist nur durch seinen Ruf bemerkt. Im Gebiet fast ausgestorben ist das Rebhuhn, das nur unregelmäßig und mit wechselndem Erfolg brütet.

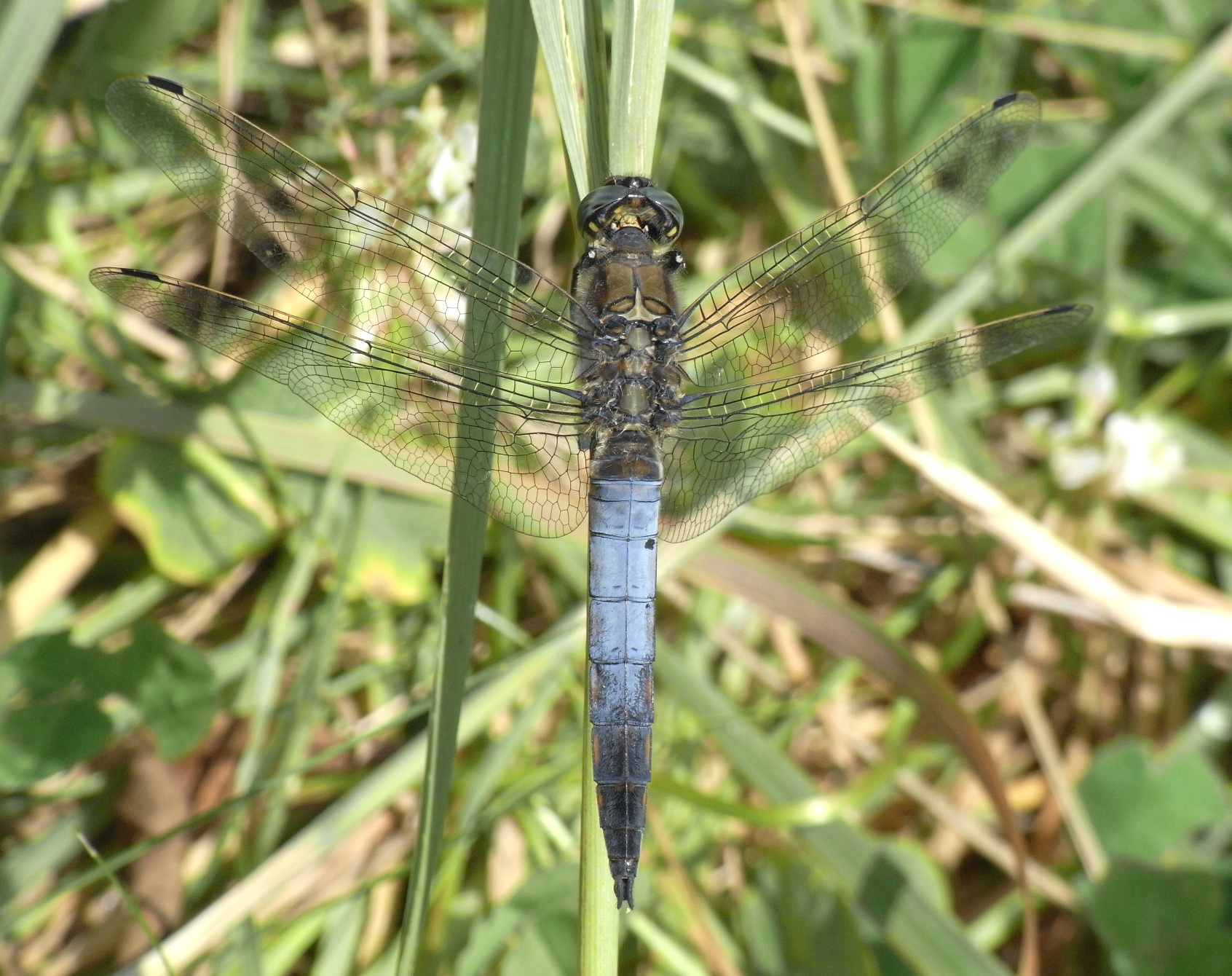
Großer Blaupfeil, männlich

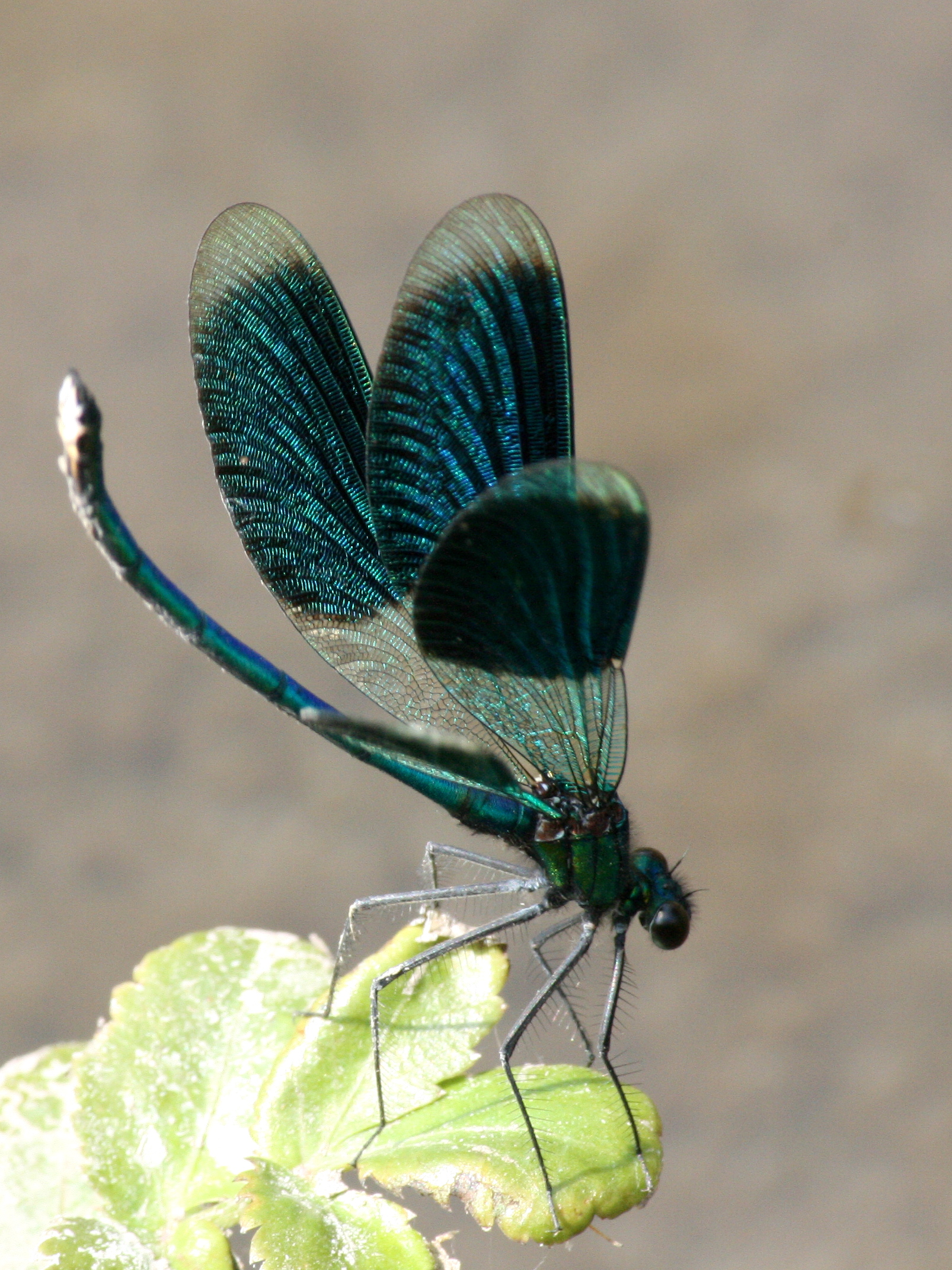
Gebänderte Prachtlibelle, männlich

In den verbuschten Bereichen finden sich Sumpfrohrsänger, Feldschwirl und Dorngrasmücke. Im lockeren Buschwerk und in Einzelbüschen leben die seltenen Raubwürger und Neuntöter. Brache-Bereiche mit Disteln und Stauden sind Sitzwarten von Bluthänfling (selten), Distelfink, Schwarzkehlchen und Braunkehlchen. Eine Besonderheit sind die Blaukehlchen, die weiß- und rotgesternt vorkommen. Der Wiesenpieper und die Feldlerche sind im strukturarmen Grünland heimisch. Die Rabenkrähe und der Eichelhäher haben infolge des hohen Maisanbaus außerhalb des Gebiets deutlich zugenommen. Die Elster brütet inzwischen nahe am Gebiet und taucht zunehmend hier auf. Seit einigen Jahren überfliegt der Kolkrabe das Gebiet.
Selten findet sich die Bergeidechse und im Einzugsgebiet kommen die Zauneidechse, der Bergmolch, der Teichmolch und vermutet der Kammmolch vor. Die teilweise Neuanlage von Himmelsteichen förderten die Population von Erdkröte und Grasfrosch, während die Kreuzotter seit etwa den 1980er Jahren nicht mehr im Gebiet anzutreffen ist. Die Ringelnatter fühlt sich in Mooren, Heiden, feuchte Niederungen und naturnahen Stillwasserbereichen besonders wohl und kann vereinzelt im Saurasen und der angrenzenden Ohmaue beobachtet werden. Einzelne Blindschleichen können beobachtet werden, am häufigsten sind sie an Misthaufen mit südlicher Ausrichtung im Siedlungsbereich nahe dem Naturschutzgebiet zu finden.
Bei den Tagfalterarten lassen sich die gewöhnlichen Arten beobachten, jedoch ist auch hier der Bestand rückläufig.
Libellenarten beschränken sich nicht nur auf das Feuchtgebiet. Dazu zählen der Vierfleck, Blaupfeil, Blaugrüne Mosaikjungfer und bzw. Gebänderte Prachtlibelle.
Die Heuschrecken sind für die Biotopqualität des Grünlandes und der Feuchtwiesen ein wichtiger Anzeiger. Es sind Heuschreckenarten in allen Bereichen vorzufinden.

#### Seltene Tierarten
Laubfrosch, Ringelnatter und Teichfrosch, Klein- und Mittelspecht, Rotmilan, Schwarzstorch, Teichrohrsänger und Bekassine.

## Erreichbarkeit
Das Gebiet erreicht man am besten von Schweinsberg aus. Parkplätze sind keine am Naturschutzgebiet vorhanden, zumal das Gebiet im Trinkwasserschutzgebiet liegt.

### Besonderheiten Saurasen bei Schweinsberg
- Bei Hochwasser dreht sich die Fließrichtung der Gräben um und das Wasser der Ohm strömt in den Saurasen. Verstärkt wird der Wasserhaushalt durch den Wasserzufluss aus den Gräben, welche von den Waldgebieten zufließen.